# Micarea nitschkeana
Micarea nitschkeana är en lavart som först beskrevs av Johann Gottlieb Franz-Xaver Lahm och Gottlob Ludwig Rabenhorst och som fick sitt nu gällande namn av Julien Herbert Auguste Jules Harmand. 
Micarea nitschkeana ingår i släktet Micarea och familjen Pilocarpaceae. Arten är reproducerande i Sverige.